# Растыкус, Виктория Вячеславовна
Викто́рия Вячесла́вовна Растыкус (р. 9 июня 1986, Белгород, РСФСР, СССР) — российская волейболистка. Чемпионка Европы среди студентов по пляжному волейболу (2010, с Дарьей Ярзуткиной).

## Биография
Виктория Растыкус родилась 9 июня 1986 года в Белгороде.
В сезоне 2003—2005 годов играла в классический волейбол за белгородский волейбольный клуб «Университет». В сезон 2006—2007 — в составе команды «Университет-Белогорье» (Белгород); обладательница золотых медалей высшей лиги А.
В 2008 году играла в паре с Натальей Степановой.
В 2009 году играла в паре с Анной Марковой за волейбольный клуб «Волейбол—Приморье».
В 2003—2008 годах училась в Белгородском государственном университете. В 2010 году училась в Московском институте предпринимательства и права.
В 2010 году начала играть за волейбольный клуб «Обнинск».
В 2010 году в паре с Дарьей Ярзуткиной стала чемпионом Европы по пляжному волейболу среди студентов.с ней же в паре становилась призёром этапов Чемпионата России и этапов Региональной серии. 
В чемпионате России 2010 года из-за травмы Дарьи Ярзуткиной играла в паре с Викторией Демирчовой. Эта же пара была сохранена тренерами и на чемпионате России 2011 года. По другим данным, играла на чемпионате России 2011 года в паре с Анной Аловой.
На всемирной Летней универсиаде 2011 года в Китае выступала в паре со Светланой Поповой, заняв 9 место.